# (855) Newcombia
(855) Newcombia ist ein Asteroid des Hauptgürtels, der am 3. April 1916 vom russischen Astronomen Sergej Ivanovich Beljavski am Krim-Observatorium in Simejis entdeckt wurde.
Benannt ist der Asteroid nach dem US-amerikanischen Astronomen Simon Newcomb.